# Michele Giordano

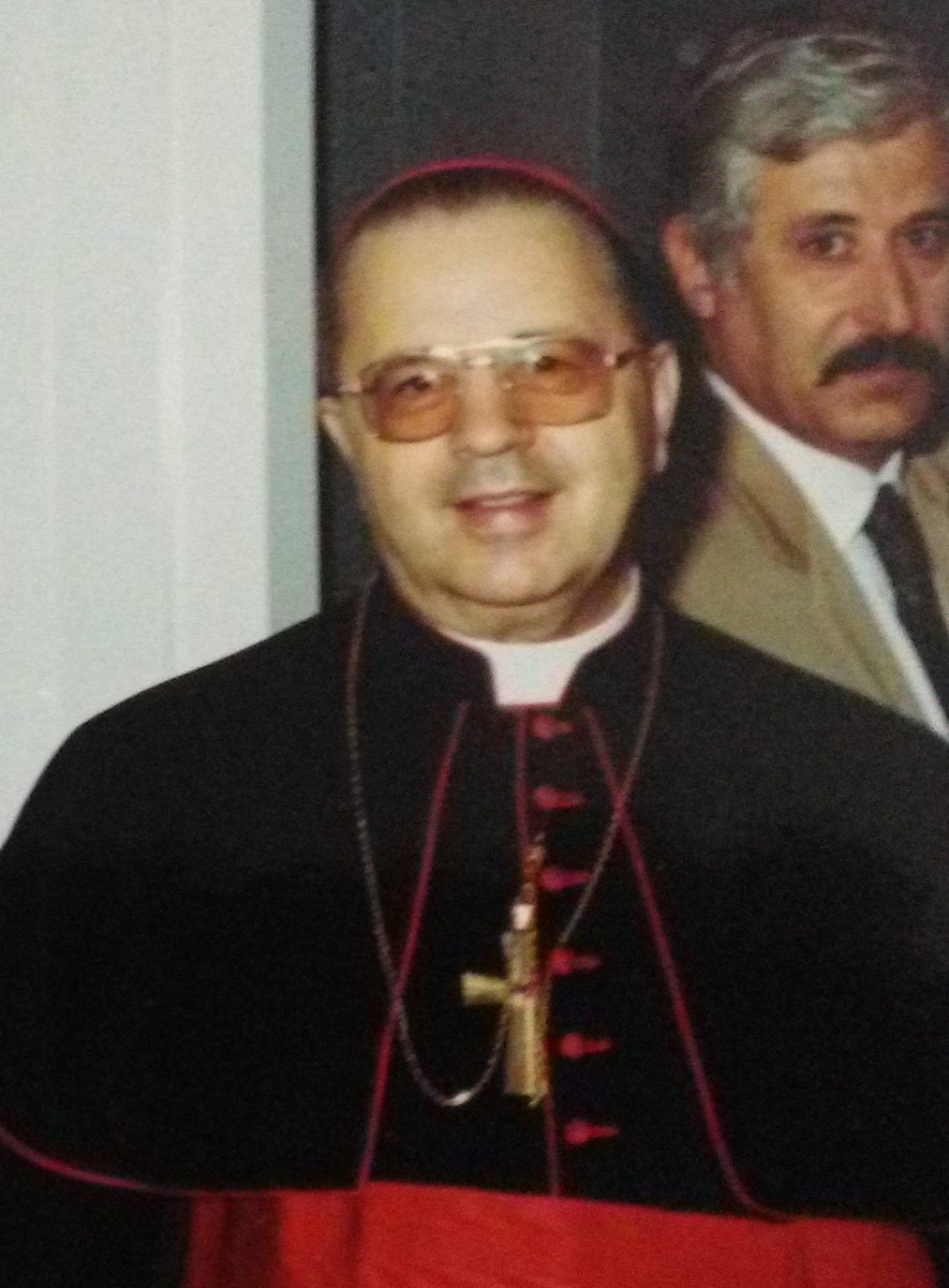
Michele Kardinal Giordano

Kardinalswappen

Michele Kardinal Giordano (* 26. September 1930 in Sant’Arcangelo, Provinz Potenza, Italien; † 2. Dezember 2010 in Neapel) war ein italienischer römisch-katholischer Geistlicher. Von 1987 bis 2006 war er Erzbischof von Neapel.

## Leben
Michele Giordano studierte Philosophie und Theologie am Regionalseminar in Potenza und dann auch in Salerno sowie am interdiözesanen Seminar in Posillipo. Er empfing am 5. Juli 1953 das Sakrament der Priesterweihe und war Pfarrer in Scanzano. Er bekleidete ab 1959 verschiedene Positionen im Bistum Anglona-Tursi, unter anderem als Direktor des Zentrums für die Katechese und später des Zentrums für Soziale Studien und als Generalvikar. Papst Paul VI. verlieh ihm am 23. Februar 1968 den Titel Kaplan Seiner Heiligkeit.
Am 23. Dezember 1971 ernannte ihn Paul VI. zum Titularbischof von Lari Castellum und zum Weihbischof im Bistum Matera. Die Bischofsweihe empfing er am 5. Februar 1972 durch Erzbischof Giacomo Palombella; Mitkonsekratoren waren Dino Tomassini, Bischof von Anglona-Tursi, und Giuseppe Vairo, Erzbischof von Acerenza. Sein bischöflicher Wahlspruch war “Sicut flumen pax tua” (Jes 48,18 , deutsch: „Dein Friede [würde sein] wie ein Wasserstrom“). 1974 wurde er zum Erzbischof von Matera-Irsina berufen und war Administrator der Diözese von Gravina und Irsina. Am 9. Mai 1987 ernannte ihn Papst Johannes Paul II. zum Erzbischof von Neapel. 1987 wählten ihn die 24 Bischöfe von Kampanien zum Präsidenten der regionalen Bischofskonferenz.
Im Konsistorium vom 28. Juni 1988 wurde er von Papst Johannes Paul II. als Kardinalpriester mit der Titelkirche San Gioacchino ai Prati di Castello in das Kardinalskollegium aufgenommen. Giordano war Mitglied des Vorstandes der Sektion II des Staatssekretariats, der Kongregation für den Gottesdienst und die Sakramentenordnung, der Kongregation für den Klerus und des Päpstlichen Rates für die Pastoral im Krankendienst. Er war Großprior des Konstantinordens.
Giordano war bekannt für seine Anstrengungen im Kampf gegen die Organisierte Kriminalität, insbesondere in Neapel. Er kam dabei mehrfach in Konflikt mit der italienischen Justiz. 2002 wurde er zu vier Monaten Haft auf Bewährung verurteilt, weil er gegen das italienische Baurecht verstoßen hatte. Die Corte Suprema di Cassazione hat aber am 28. April 2005 die Klage abgewiesen. Ermittlungen wegen Zinswucher und Steuervergehen wurden hingegen eingestellt.
Als Kardinal war Giordano Teilnehmer am Konklave 2005, in dem Papst Benedikt XVI. gewählt wurde. Dieser nahm am 20. Mai 2006 Giordanos bereits 2005 gemäß den Bestimmungen des Codex Iuris Canonici aus Altersgründen vorgebrachtes Rücktrittsgesuch an. Bis zur feierlichen Amtseinführung (Inthronisation) seines Nachfolgers Crescenzio Kardinal Sepe am 1. Juli desselben Jahres leitete er das Erzbistum Neapel als Apostolischer Administrator weiter. Er starb Ende 2010 nach kurzer Krankheit und wurde wie sein unmittelbarer Vorgänger Corrado Kardinal Ursi in der Basilika des neapolitanischen Stadtteils Capodimonte beigesetzt.